# تيدي شيرنغهام

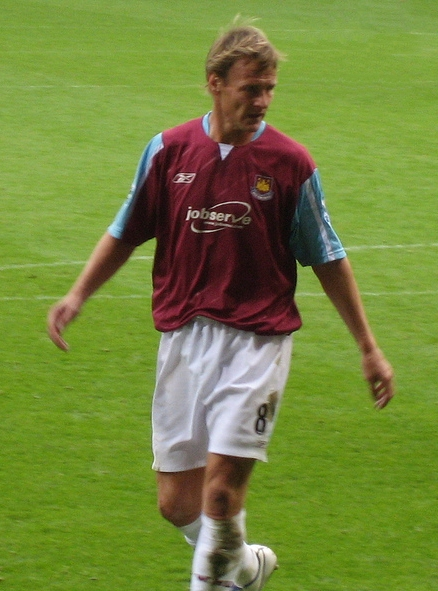
شيرنغهام مع نادي وست هام يونايتد

إدوارد بول «تيدي» شيرنغهام (بالإنجليزية: Teddy Sheringham)‏: لاعب كرة قدم إنجليزي، من مواليد 2 أبريل 1966 في لندن في إنجلترا.
بدأ مسيرته مع نادي ميلوال في عام 1984، ولعب معهم حتى عام 1991، وقد شارك معهم في 220 مباراة وسجل 93 هدف، وقد تخلل فترة لعبه معهم إعارتين الأولى كانت في عام 1985 إلى نادي ألدرشوت، ولعب معهم 5 مباريات، والثانية في عام 1985 إلى نادي ديورغاردينس، وفي موسم 1991/1992 انتقل إلى نادي نوتنغهام فورست، وشارك معهم في 42 مباراة وسجل 14 هدف، وفي عام 1992 انتقل إلى نادي توتنهام هوتسبير، ولعب معهم حتى عام 1997، وشارك معهم في 166 مباراة وسجل 76 هدف، وفي عام 1997 انتقل إلى نادي مانشستر يونايتد، ولعب معهم حتى عام 2001، وشارك معهم في 104 مباريات وسجل 31 هدف، وفي عام 2001 عاد إلى ناديتوتنهام هوتسبير، ولعب معهم حتى عام 2003، وشارك معهم في 70 مباراة وسجل 22 هدف، وفي موسم 2003/2004 انتقل إلى نادي بورتسموث، ولعب معهم 32 مباراة وسجل 9 أهداف، ومنذ عام 2004 حتى 2007 لعب مع نادي وست هام يونايتد وشارك في 76 مباراة وأحرز 28 هدفاً، واختتم مسيرته مع نادي كولتشستر يونايتد وأحرز 3 أهداف في 19 مباراة.
و قد لعب مع منتخب إنجلترا لكرة القدم منذ عام 1993 وحتى عام 2002، وقد شارك معهم في 51 مباراة وسجل 11 هدفاً.

## مسيرته الكروية

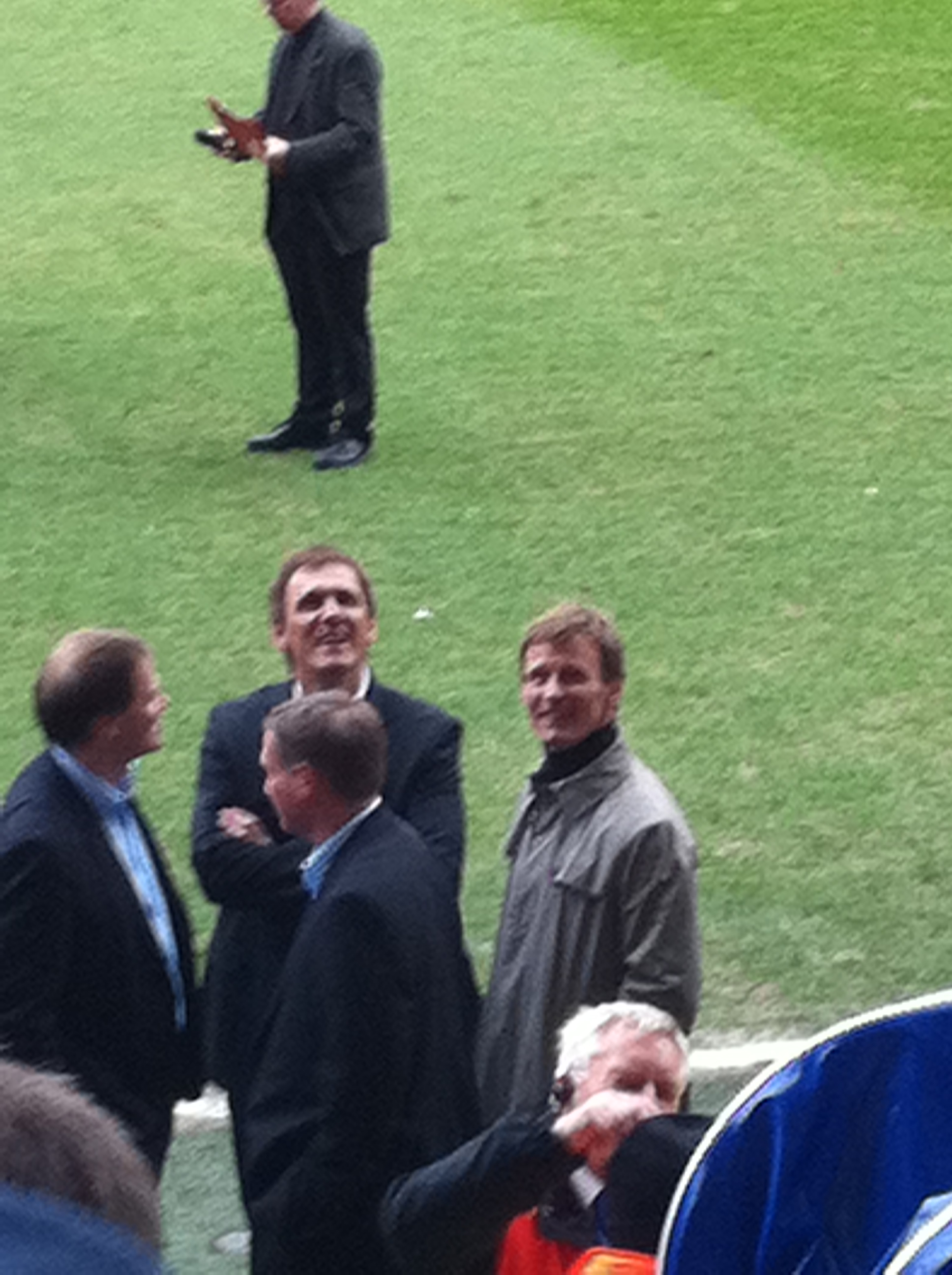
توني كاسكارينو وتيدي شيرينغهام جانب الملعب

لعب تيدي شيرنغهام خلال مسيرته الاحترافية مع 9 أندية في سبعة وعشرون موسمًا وسجل خلالها 288 هدف ضمن 755 مباراة. حيث فاز في موسم واحد بالكأس وفي ثلاثة مواسم بالدوري.
خاض تيدي شيرنغهام مسيرته مع نادي ميلوول في موسم 1983–84 في المرة الأولى لمدة موسم واحد ثم في موسم 1985–86 ليلعب معه ستة مواسم، مشاركًا طوالها في 220 مباراة سجل خلالها 93 هدفًا. ثم انتقل إلى نادي يورغوردينس ما بين عامي 1984 و1985 لمدة موسم واحد، حيث شارك في 21 مباراة سجل خلالها 13 هدفًا. لينتقل بعدها إلى نادي ألدرشوت في موسم 1984–85 لمدة موسم واحد، مشاركًا في 5 مباريات ولم يسجل أي هدف. ثم انتقل إلى نادي نوتينغهام فورست في موسم 1991–92 ولمدة موسمين، مشاركًا في 42 مباراة سجل خلالها 14 هدفًا. هذا وانتقل لاحقًا إلى نادي توتنهام هوتسبير في موسم 1992–93 في المرة الأولى ليلعب معه خمسة مواسم ثم في موسم 2001–02 ولمدة موسمين، مشاركًا طوالها في 236 مباراة سجل خلالها 97 هدفًا. ثم انتقل بعدها إلى نادي مانشستر يونايتد في موسم 1997–98 ليلعب معه أربعة مواسم، مشاركًا في 104 مباراة سجل خلالها 31 هدفًا. ليعود وينتقل من جديد، لكن هذه المرة إلى نادي بورتسموث في موسم 2003–04 لمدة موسم واحد، مشاركًا في 32 مباراة سجل خلالها 9 أهداف. لينتقل بعدها إلى نادي وست هام يونايتد في موسم 2004–05 واستمر معه طيلة ثلاثة مواسم، مشاركًا في 76 مباراة سجل خلالها 28 هدفًا. ثم لعب في نادي كولتشستر يونايتد في موسم 2007–08 لمدة موسم واحد، مشاركًا في 19 مباراة سجل خلالها 3 أهداف.

## روابط خارجية
- تيدي شيرنغهام على موقع الاتحاد الدولي (مؤرشف)  (الإنجليزية)
- تيدي شيرنغهام على موقع الاتحاد الأوربي (الإنجليزية)
- تيدي شيرنغهام على موقع قاعدة بيانات كرة القدم.إي يو (الإنجليزية)
- تيدي شيرنغهام على موقع ناشيونال فوتبول تيمز (الإنجليزية)
- تيدي شيرنغهام على موقع Soccerbase.com (لاعب) (الإنجليزية)
- تيدي شيرنغهام على موقع Soccerway.com (الإنجليزية)
- تيدي شيرنغهام على موقع عالم كرة القدم.نت (الإنجليزية)
- تيدي شيرنغهام على موقع كووورة